# Portella Femmina Morta
Portella Femmina Morta è un valico posto a 1524 m s.l.m. sulla Strada Statale 289 di Cesarò all'altezza dell'innesto con la strada di collegamento tra la statale e Monte Soro, all'interno del Parco dei Nebrodi.
Il 9 maggio 2017 è stato sede del g.p.m. di seconda categoria della quarta tappa del Giro d'Italia 2017.
Rappresenta il più alto valico attraversato da una strada statale in Sicilia